# Immanuel Bekker
Pour les articles homonymes, voir Bekker.
Immanuel Bekker (21 mai 1785 à Berlin - 7 juin 1871) est un philologue (romaniste et helléniste) allemand.

## Biographie
Après des études de philologie classique auprès de Friedrich August Wolf à Halle, il devient en 1810 professeur de grec à Berlin.
Il publie des éditions de Tite-Live et Tacite, ainsi que des éditions de Platon, d'Aristote et d'Aristophane ainsi que les Oratores Attici (1823-24), les Anecdota Graeca (3 volumes, 1814-20) et une édition en 25 volumes du Corpus Scriptorum Historiae Byzantinae.
En 1829, il publie une édition de Fierabras d'après un manuscrit conservé à Berlin.
Il donne, dans les Abhandlungen der königlichen Akademie der Wissenschaften zu Berlin, des transcriptions de la Vie de Saint-Thomas de Guernes de Pont-Sainte-Maxence, de Floire et Blancheflor, de la Prise de Pamplune. et de la Chanson d'Aspremont.

Il publie de même une édition d'Erec et Enide de Chrétien de Troyes à partir du manuscrit BNF fr. 1376.